# Velika župa Posavje
Velika župa Posavje bila je jedna od 22 velike župe na prostoru NDH. Sjedište joj je bilo u Brodu na Savi (Slavonski Brod). Djelovala je od 15. srpnja 1941.
Građansku upravu u župi vodio je veliki župan kao pouzdanik vlade kojega je imenovao poglavnik. Obuhvaćala je područje kotarskih oblasti:
Bijeljina, Brčko, Brod na Savi (Slavonski Brod), Derventa, Gradačac, Županja, te kotarske ispostave Bosanski Šamac, Bosanski Brod, Odžak i grad Brod na Savi.
Preustrojem 5. srpnja 1944. iz velike župe Posavja izdvojena je Županja koja je dotad bila u Velikoj župi Vuci.
Zbog ratnih okolnosti od 14. listopada 1944. bilo je proglašeno iznimno stanje u velikoj župi, pa je vojna vlast zamijenila civilnu. Poslove građanske uprave preuzeo je glavar dodijeljen vojnom zapovjedniku područja.